# Auffenstein

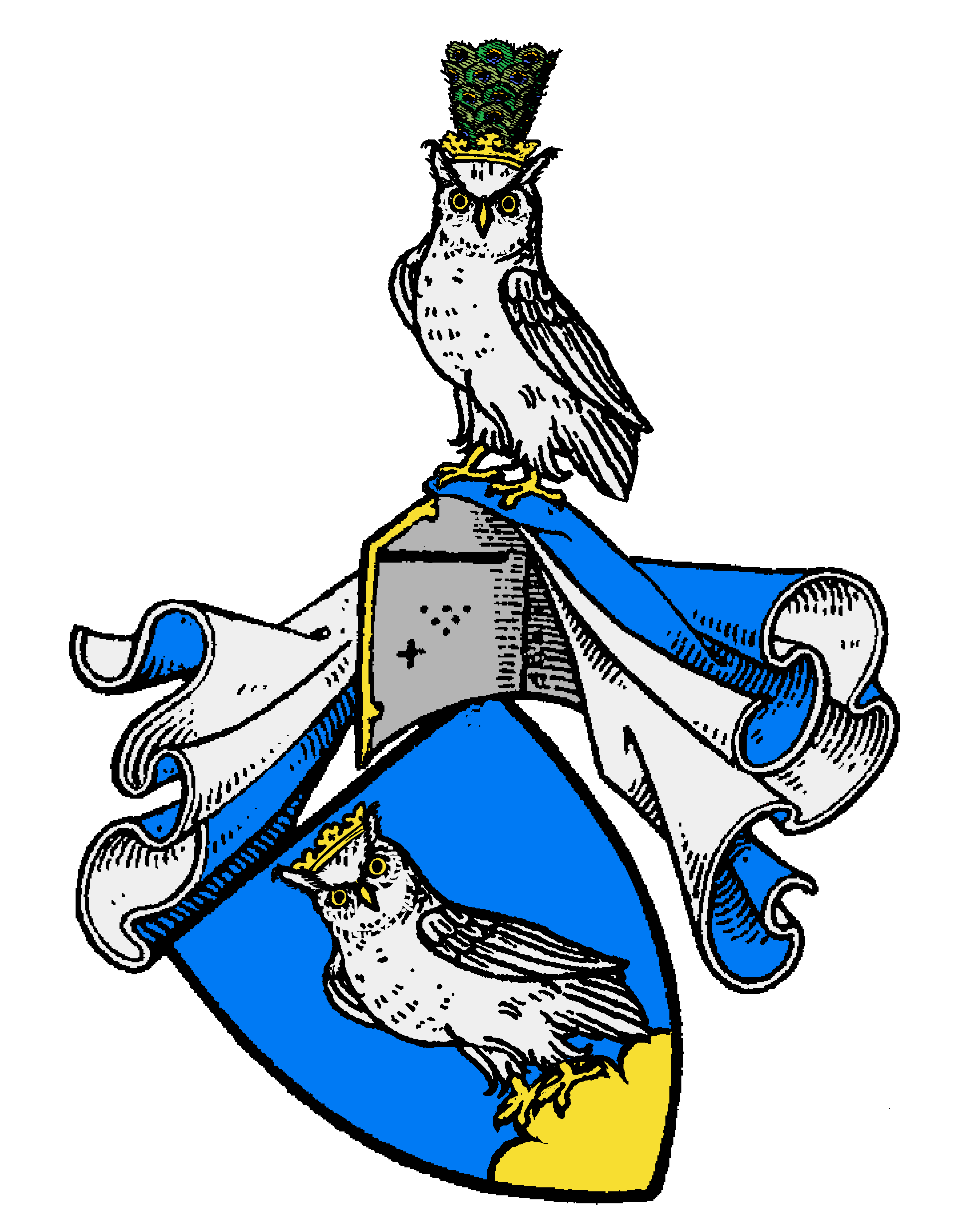
Wappen derer von Auffenstein

Die Herren von Auffenstein (Aufenstein, Ownstein, Ouwenstein) waren ursprünglich Ministerialen der Grafen von Tirol und wurden 1234 erstmals erwähnt. Ihr Wappentier war der Uhu, der im Mittelalter Auf hieß. Die Stammburg Aufenstein stand in der Nähe von Matrei und beherrschte die Brennerstraße.

## Geschichte
Ein Kuno von Aufenstein erscheint 1234 in Innsbruck, als dem Ort von Otto II. von Andechs-Meranien das Stadtrecht bestätigt wurde.
Konrad III. von Aufenstein kam mit Meinhard II. von Görz-Tirol, dem Enkel und Nachfolger des letzten Grafen von Tirol, Albert III., nach Kärnten und bewährte sich bei der Niederschlagung des Adelsaufstandes 1292/93, als sich die Heunburger, Karlsberger und weitere gegen Meinhard, seit 1286 auch Herzog von Kärnten, erhoben hatten. Zur Belohnung erhielt er das Marschallamt in Kärnten sowie Burg und Herrschaft Karlsberg (südwestlich von St. Veit an der Glan). Konrad konnte sich in der Folge so erheblich bereichern – er besaß bald auch die Herrschaften Bleiburg, Gurnitz, Heunburg, Gutenstein etc. –, dass man seinen Erfolg dunklen Mächten zuschrieb und mit dem Wunderring des Wilhelm von Schärfenberg in Zusammenhang brachte, der, laut Sage, erzählt durch den zeitgenössischen steirischen Reimchronisten Ottokar aus der Gaal, 1292 seinen Vetter Konrad von Auffenstein sein Leben kostete.
1304 wurde Konrad Landeshauptmann von Kärnten. Nach dem Tode seines Bruders Heinrich II. erbte er auch dessen Tiroler Besitz inklusive seiner Stammburg Auffenstein. 1323 stiftete er das Klarissinnenkloster in St. Veit an der Glan, das auch die Familiengrabstätte werden sollte. 1329 verlieh ihm Herzog Heinrich VI. ein Gebiet südwestlich von Völkermarkt, wo Konrad die Burg Neudenstein errichtete.  Als 1335 Heinrich VI., der letzte Meinhardiner-Herzog Kärntens, starb, sorgte Konrad für einen möglichst reibungslosen Übergang der Kärntner Herzogswürde an Habsburg, geriet aber damit in scharfen Gegensatz zu Gräfin Margarete von Tirol, Tochter Herzog Heinrichs, die die Tiroler Güter Konrads einzog und landesfürstlich verwalten ließ. Bei der Belagerung und Einnahme wurde die Burg Auffenstein schwer beschädigt.
Vor 1341 ließ Konrad auf der Burg Nieder-Strechau einen Hungerturm errichten, in dem wenige Jahrzehnte später seine eigenen Söhne Friedrich und Konrad schmachten sollten; sie hatten gemeinsam mit Bayern und Ungarn einen Aufstand gegen die Habsburger-Herzöge Albrecht III. und Leopold III. angezettelt, aber 1368 die entscheidende Schlacht bei Bleiburg verloren. Konrad starb auf Strechau noch im gleichen Jahr, Friedrich kam erst nach 28 Jahren frei.
Mit einem Aufstand Friedrichs III. von Auffenstein 1395/96 und dessen Niederschlagung durch Landeshauptmann Konrad von Kreig, Haupt eines rivalisierenden Geschlechtes, oder eher schon ab 1368 verabschieden sich die Auffensteiner aus der Geschichte.

## Wappen
Das Wappen zeigt in Blau einen gekrönten silbernen Auff (Uhu), auf einem goldenen (später grünen) Dreiberg sitzend. Auf dem Helm mit blau-silbernen Decken das Schildbild, die Krone mit einem Pfauenstoß besteckt. Der Uhu wurde in das 1975 verliehene Gemeindewappen von Navis übernommen, auf dessen Gebiet die Burg Auffenstein liegt.

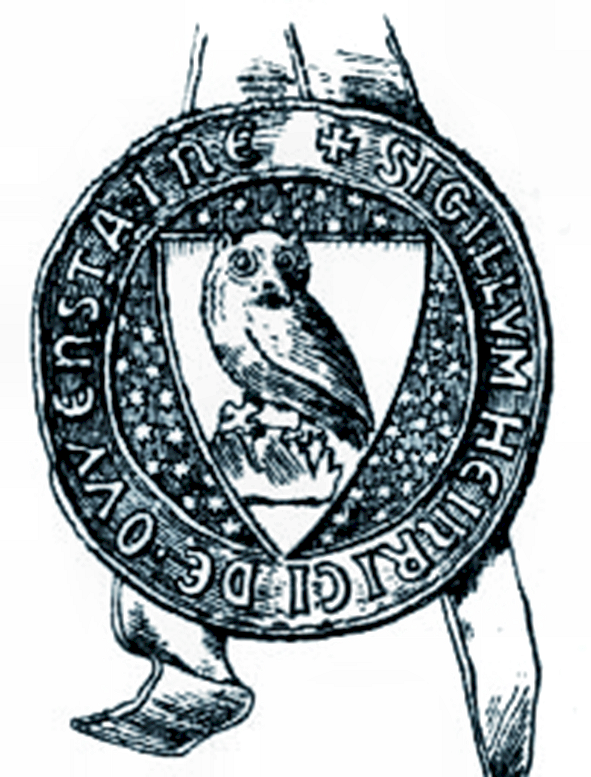
Siegel Heinrich von Auffensteins
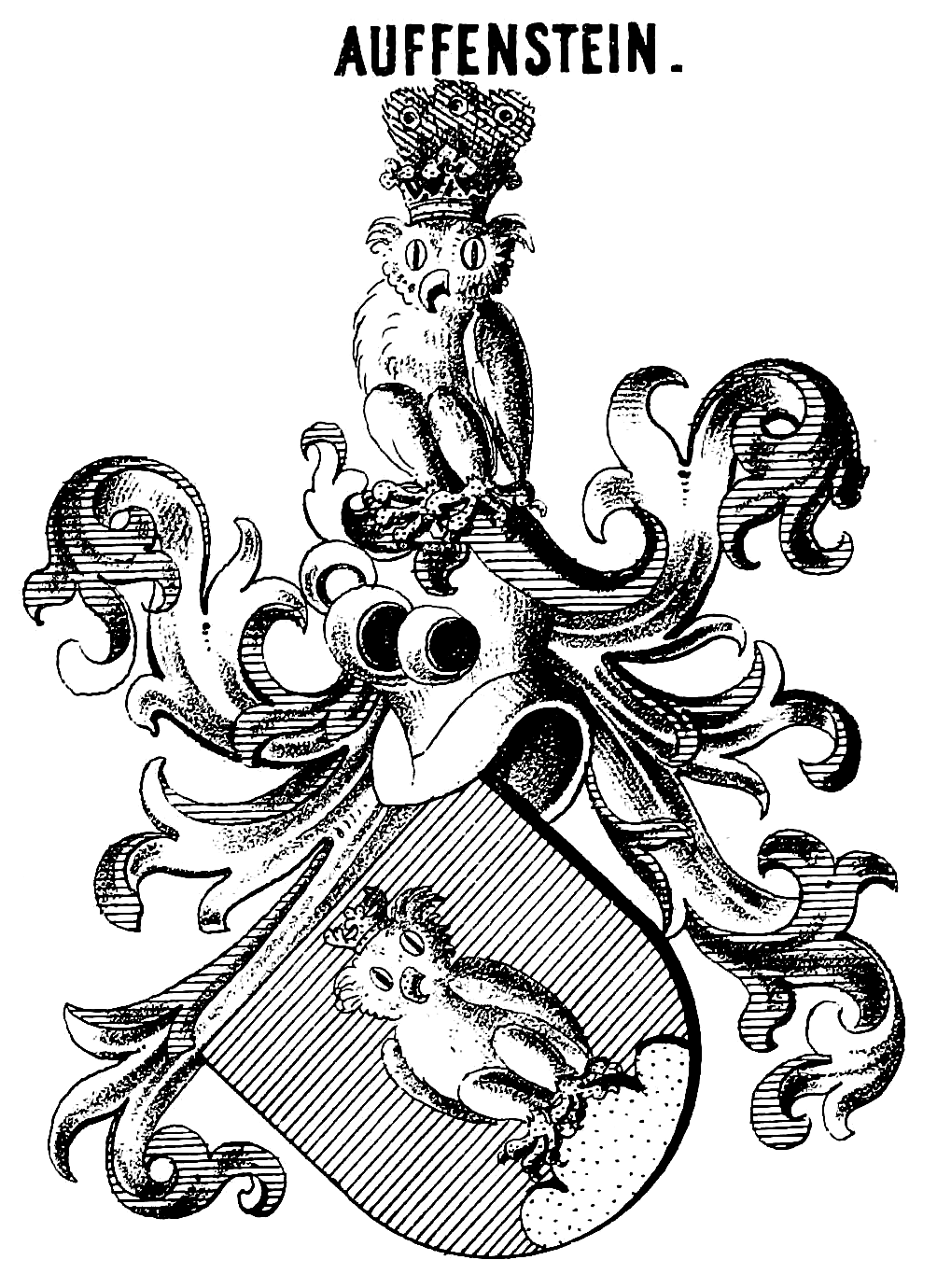
Wappen derer von Auffenstein
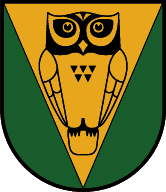
Gemeindewappen von Navis